# Synchroner Leitungsregenerator
Synchroner Leitungsregenerator ist die Typenbezeichnung der Deutsche Telekom AG für Regeneratoren für SDH-Netze (Synchrone Digitale Hierarchie). In der PDH-Technik (Plesiochrone Digitale Hierarchie) ist die Aufgabe eines Regenerators im Wesentlichen darauf beschränkt, das empfangene Leitungssignal zeit- und amplitudenmäßig zu regenerieren, die Coderegeln zu überprüfen (als Qualitätsmerkmal der Übertragungsgüte) und der Unterstützung eines Fehlerortungsverfahrens. Eventuell ist noch ein Dienstkanal für Servicezwecke vorhanden. Der Signalinhalt wird bei der Regeneration im PDH-Netz transparent ohne Beachtung eventuell vorhandener Signalformate oder Rahmen durchgeschaltet.
In der SDH-Technik ist die Aufgabe wesentlich umfangreicher. Die Signale werden entscrambelt und auf die STM-N-Rahmenstrukturen (Synchronous Transport Module) untersucht. Da eine Regenerator Section am Synchronen Leitungsgenerator endet, wird ein Teil des SOH (RSOH, Zeile 1–3) (Start of Heading) terminiert und die Übertragungsqualität durch das Byte B1 festgestellt, die Managementinformation ausgewertet und User- sowie Dienstkanal an Geräteschnittstellen zur Verfügung gestellt. Danach wird ein neuer RSOH gebildet und der SOH damit komplettiert. Ab hier beginnt dann eine neue Regenerator Section. Die Fehlerortung wird im Allgemeinen durch ein Managementsystem aus den dort einlaufenden Informationen aller beteiligten Geräte vorgenommen.
Abkürzungen für die Leitungsregeneratoren sind SLA-4 (für STM-4-Strecken), SLA-16 (für STM-16-Strecken).